# Eduarda Piai
Eduarda Piai ( nacida el 14 de diciembre de 1991 ) es una tenista brasileña.

## Trayectoria
Piai juega principalmente torneos en el ITF Women's World Tennis Tour, donde ha ganado dos títulos individuales y 15 dobles hasta la fecha.
En octubre de 2013 alcanzó sus mejores posiciones en el ranking mundial en individuales con el puesto 359 y en dobles en diciembre de 2014 con el puesto 350.

## Finales de la ITF

### Individuales: 6 (2 títulos, 4 Subcampeonatos)
| Premios                |
| ---------------------- |
| torneos de USD 100,000 |
| torneos de USD 80,000  |
| torneos de USD 60,000  |
| torneos de USD 25,000  |
| torneos de USD 15,000  |
| torneos de USD 10,000  |

| Finales por superficie |
| ---------------------- |
| Dura (0–1)             |
| Arcilla (2–5)          |
| Césped (0–0)           |
| Carpeta (0–0)          |

| Resultado | G/P | Fecha           | Torneo                         | Nivel  | Superficie | Adversario       | Puntaje       |
| --------- | --- | --------------- | ------------------------------ | ------ | ---------- | ---------------- | ------------- |
| Victoria  | 1-0 | noviembre 2012  | ITF Asunción, Paraguay         | 10,000 | Arcilla    | Andrea Benítez   | 6–3, 7–6(6)   |
| Pérdida   | 1-1 | julio 2014      | ITF Campos do Jordao 2, Brasil | 15,000 | Dura       | Gabriela Cé      | 3–6, 2–6      |
| Pérdida   | 1-2 | Septiembre 2014 | ITF Quito 2, Ecuador           | 10,000 | Arcilla    | Fernanda Brito   | 5–7, 6–0, 0-6 |
| Victoria  | 2-2 | septiembre 2015 | ITF San Carlos, Argentina      | 10,000 | Arcilla    | Daniela Seguel   | 6–1, 2–6, 6-3 |
| Pérdida   | 2-3 | diciembre 2017  | ITF Cantanduva, Brasil         | 15,000 | Arcilla    | Nathaly Kurata   | 1–6, 4–6      |
| Pérdida   | 2-4 | septiembre 2019 | ITF Buenos Aires, Argentina    | 15,000 | Arcilla    | Guillermina Naya | 2–6, 2–6      |

### Dobles: 34 (15 títulos, 19 subcampeonatos)
| Premios                |
| ---------------------- |
| torneos de USD 100,000 |
| torneos de USD 80,000  |
| torneos de USD 60,000  |
| torneos de USD 25,000  |
| torneos de USD 15,000  |
| torneos de USD 10,000  |

| Finales por superficie |
| ---------------------- |
| Dura (3–7)             |
| Arcilla (12–27)        |
| Hierba (0–0)           |
| Carpeta (0–0)          |

| Resultado | V–P   | Fecha          | Torneo                            | Nivel  | Superficie | Compañera              | Adversarios                                   | Puntaje           |
| --------- | ----- | -------------- | --------------------------------- | ------ | ---------- | ---------------------- | --------------------------------------------- | ----------------- |
| Victoria  | 1–0   | junio 2011     | ITF Santos, Brasil                | 10,000 | Arcilla    | Karina Venditti        | Andrea Benitez Raquel Piltcher                | 6–4, 6-4          |
| Pérdida   | 1–1   | agosto 2011    | ITF São Paulo, Brasil             | 10,000 | Arcilla    | Karina Venditti        | Maria Fernanda Alves Fernanda Hermenegildo    | 6–7, 6-4, 4-6     |
| Pérdida   | 1–2   | agosto 2011    | ITF Mogi das Cruzes, Brasil       | 10,000 | Arcilla    | Karina Venditti        | Flavia Dechandt Araujo Laura Pigossi          | 6–7, 6-4, 2-6     |
| Victoria  | 2–2   | junio 2012     | ITF Santos, Brasil                | 10,000 | Arcilla    | Karina Venditti        | Gabriela Cé Raquel Piltcher                   | 6–3, 7-6(4)       |
| Victoria  | 3–2   | agosto 2012    | ITF Arequipa, Perú                | 10,000 | Arcilla    | Karina Venditti        | Fernanda Brito Raquel Piltcher                | 6–1, 6-2          |
| Victoria  | 4–2   | agosto 2012    | ITF Lima, Perú                    | 10,000 | Arcilla    | Karina Venditti        | Aranza Salut Ana Sofía Sánchez                | 6–4, 3-6, 10-8    |
| Pérdida   | 4–3   | marzo 2013     | ITF Ribeirai Preto, Brasil        | 10,000 | Arcilla    | Karina Venditti        | Andrea Benítez Carla Forte                    | 6(2)–7, 1-6       |
| Victoria  | 5–3   | noviembre 2013 | ITF São José do Rio Preto, Brasil | 10,000 | Arcilla    | Suallen Abel           | Gabriela Cé Nathalia Rossi                    | 6–3, 7-6(3)       |
| Victoria  | 6–3   | diciembre 2013 | ITF São Paulo, Brasil             | 10,000 | Arcilla    | Nathaly Kurata         | Gabriela Cé Pei Chi Lee                       | 6-1, 1-6, 10-8    |
| Victoria  | 7–3   | diciembre 2013 | ITF São José Dos Santos, Brasil   | 10,000 | Arcilla    | Nadia Podoroska        | Fernanda Brito Stephanie Petit                | 7-6(4), 7-5       |
| Pérdida   | 7–4   | marzo 2014     | ITF Ribeirai Preto, Brasil        | 10,000 | Arcilla    | Gabriela Cé            | Maria Fernanda Alves Ana Clara Duarte         | 4-6, 6-4, 9-11    |
| Pérdida   | 7–5   | marzo 2014     | ITF São José Dos Campos, Brasil   | 10,000 | Arcilla    | Gabriela Cé            | Maria Fernanda Alves Paula Cristina Gonçalves | 6(0)-7, 5-7       |
| Pérdida   | 7–6   | junio 2014     | ITF Villa María, Argentina        | 10,000 | Arcilla    | Ingrid Gamarra Martins | Sofía Luini Ana Madcur                        | 2-6, 6-4, 7-10    |
| Pérdida   | 7–7   | agosto 2014    | ITF Quito, Ecuador                | 10,000 | Arcilla    | Nathaly Kurata         | María Paulina Pérez García Paula Pérez García | 5-7, 6(4)-7       |
| Victoria  | 8–7   | octubre 2014   | ITF Lima, Perú                    | 10,000 | Arcilla    | Fernanda Brito         | Victoria Bosio Francesca Segarelli            | 4-6, 7-6(9), 10-6 |
| Victoria  | 9–7   | octubre 2014   | ITF Lima, Perú                    | 10,000 | Arcilla    | Fernanda Brito         | María Paulina Pérez García Paula Pérez García | 7-6(0), 6-4       |
| Pérdida   | 9–8   | diciembre 2014 | ITF Santiago, Chile               | 25,000 | Arcilla    | Fernanda Brito         | Lauren Albanese Alexa Guarachi                | 4-6, 1-6          |
| Pérdida   | 9–9   | abril 2015     | ITF Santiago, Chile               | 15,000 | Arcilla    | Fernanda Brito         | Guadalupe Pérez Rojas Nadia Podoroska         | 4-6, 4-6          |
| Pérdida   | 9–10  | mayo 2015      | ITF Villa María, Argentina        | 10,000 | Arcilla    | Nathaly Kurata         | Ana Victoria Gobbi Monllau Constanza Vega     | 2-6, 3-6          |
| Pérdida   | 9–11  | agosto 2015    | ITF Buenos Aires, Argentina       | 10,000 | Arcilla    | Nathaly Kurata         | Fernanda Brito Daniela Seguel                 | 2-6, 2-6          |
| Pérdida   | 9–12  | agosto 2015    | ITF Buenos Aires 2, Argentina     | 10,000 | Arcilla    | Nathaly Kurata         | Fernanda Brito Daniela Seguel                 | 3-6, 2-6          |
| Victoria  | 10–12 | abril 2016     | ITF Bauru, Brasil                 | 10,000 | Arcilla    | Nathaly Kurata         | Carolina Alves Julieta Estable                | 7-6(4), 7-5       |
| Pérdida   | 10–13 | mayo 2016      | ITF Villa del Dique, Argentina    | 10,000 | Arcilla    | Nathaly Kurata         | Fernanda Brito Camila Giangreco Campiz        | 3-6, 5-7          |
| Pérdida   | 10–14 | junio 2017     | ITF Hammamet, Túnez               | 15,000 | Arcilla    | Nathaly Kurata         | María Paulina Pérez García Paula Pérez García | 3-6, 3-6          |
| Pérdida   | 10–15 | julio 2017     | ITF Campos do Jordao 2, Brasil    | 15,000 | Dura       | Nathaly Kurata         | Gabriela Cé Thaisa Grana Pedretti             | 5-7, 4-6          |
| Victoria  | 11–15 | diciembre 2017 | ITF Cantanduva, Brasil            | 15,000 | Arcilla    | Nathaly Kurata         | Melina Ferrero Sofía Luini                    | 6-2, 6-3          |
| Victoria  | 12–15 | abril 2018     | ITF Villa del Dique, Argentina    | 15,000 | Arcilla    | Nathaly Kurata         | Fernanda Brito Dominique Schaefer             | 6-0, 6-4          |
| Pérdida   | 12–16 | mayo 2019      | ITF Cancún 7, México              | 15,000 | Dura       | Andrea Weedon          | María Portillo Ramirez Marcela Zacarías       | 2-6, 2-6          |
| Pérdida   | 12–17 | mayo 2019      | ITF Cancún 8, México              | 15,000 | Dura       | Thaisa Grana Pedretti  | María Portillo Ramírez Marcela Zacarías       | 3-6, 6-7          |
| Victoria  | 13–17 | mayo 2019      | ITF Cancún 9, México              | 15,000 | Dura       | Thaisa Grana Pedretti  | Andrea Weedon Amy Zhu                         | 7-5, 7-5          |
| Pérdida   | 13–18 | julio 2019     | ITF Cancún 14, México             | 15,000 | Dura       | Ingrid Gamarra Martins | Hind Abdelouahid María Kozyreva               | 6-7, 4-7          |
| Victoria  | 14–18 | julio 2019     | ITF Cancún 15, México             | 15,000 | Dura       | Ingrid Gamarra Martins | Angela Kulikov Rianna Valdes                  | 6-7(1), 7-5, 11-9 |
| Victoria  | 15–18 | diciembre 2019 | ITF Cancún 26, México             | 15,000 | Dura       | Marcela Zacarías       | Nika Kukharchuk Emilie Lindh Gallagher        | 2-6, 6-1, 10-7    |
| Pérdida   | 15–19 | diciembre 2021 | ITF Curitiba, Brasil              | 15,000 | Arcilla    | Nathaly Kurata         | Lara Escauriza Noelia Zeballos                | 3-6, 1-6          |

## Redes sociales
- Instagram

- Datos: Q20007867